# Allodiplogaster erlangensis
Allodiplogaster erlangensis är en rundmaskart. Allodiplogaster erlangensis ingår i släktet Allodiplogaster och familjen Diplogasteridae. Inga underarter finns listade i Catalogue of Life.